# Lubomír Rosenreiter
Lubomír Rosenreiter (26. dubna 1929, Praha – 3. října 1981) byl český katolický kněz, teolog, vysokoškolský učitel katechetiky a pedagogiky.

## Život
Středoškolské vzdělání získal na reálném gymnáziu v Praze Na Smetance, kde roku 1949 maturoval. V letech 1949–1950 studoval ke kněžství na bohoslovecké fakultě Karlovy univerzity v Praze. Po přeložení studia do Litoměřic pokračoval se studiem na Cyrilometodějské bohoslovecké fakultě v Praze, které dokončil v roce 1953. V roce 1953 byl také vysvěcen na kněze. Poté nastoupil do pastorace. Od října 1956 do prosince 1957 působil ve farnosti Praha-Vršovice. 12. září 1979 byl jmenován na Římskokatolické Cyrilometodějské bohoslovecké fakultě v Praze se sídlem v Litoměřicích asistentem, s účinností od 1. října 1979. V letech 1979–1981 byl pověřen přednáškami z pedagogiky a katechetiky. Zemřel 3. října 1981 na infarkt ve věku 52 let.
Nalézáme ho také ve svazcích StB jičínska jako spolupracovníka se státní mocí s krycím jménem Růža.